# Igbos
Els igbos (igbo: Ṇ́dị́ Ìgbò) són una ètnia del sud-est de Nigèria. Antigament se'ls havia anomenat ibo, iboe, ebo(e), eboans o heebo. Viuen a Igboland. Parlen igbo, que inclou diversos llengües igbo i dialectes; la majoria també parlen anglès nigerià. El poble igbo és un dels més nombrosos i influents de Nigèria.
A les zones rurals de Nigèria, la majoria dels igbos són agricultors. El seu producte agrari més important és en nyam, al que hi dediquen celebracions anuals. La tapioca i el taro són dos altres productes agroalimentaris destacats.
Abans del colonialisme britànic els igbos era un poble fragmentat políticament. La seva cultura i estils artístics era diversificada, així com els seus cultes religiosos i indumentàries. Hi havia diversos sub-grups organitzats en clans, llinatges, afiliacions de pobles i dialectes. No hi havia moltes societats jerarquitzades centralitzades, aristocràcies hereditàries o costums monàrquiques, a excepció dels reialmes de Nri, Arochukwu, Agbor i Onitsha. Aquest sistema polític canvià de manera significativa quan Igboland estava sota el domini de l'Imperi Britànic al segle xix; a moltes comunitats es van introduir els Eze (reis). Això ho va fer Frederick Lugard. La majoria dels igbos van abraçar el cristianisme durant la colonització. La novel·la de Chinua Achebe, Things Fall Apart és una de les obres literàries més importants que es dediquen als canvis que va patir la cultura igbo sota el colonialisme.
A mitjans del segle xx, els igbos van desenvolupar un fort sentit d'identitat ètnica. Alguns dels conflictes amb altres pobles nigerians van provocar que els igbos (de l'est de Nigèria) es volguessin separar de Nigèria i van crear l'Estat independent de Biafra. La Guerra de Biafra (6 de juliol de 1967 - 15 de gener de 1970) va esclatar pocs dies després. Amb la seva derrota, la República de Biafra va tornar a ser reabsorbida dins de Nigèria. El 1999 es va formar l'organització política MASSOB; aquesta continua la lluita no-violenta perquè Igboland torni a assolir la independència.
El comerç d'esclaus i l'emigració són la causa que avui en dia hi ha descendents d'igbos a països com Camerun i Guinea Equatorial, així com a fora d'Àfrica. No es coneix exactament la població de la diàspora igbo fora del continent africà però molts afroamericans i afrocaribenys tenen ascendència igbo.

## Identitat
El poble igbo ha estat altament fragmentat i ha tingut comunitats políticament independents.
Abans del seu encontre amb els europeus els igbos no tenien una forta identitat com un poble únic. Basat en la lectura de les narracions d'Olaudah Equiano, l'historiador Alexander X. Byrd argumenta que la identitat igbo s'origina amb l'emergència del comerç d'esclaus atlàntic a les ciutats costaneres de l'Àfrica Occidental. Igual que amb la majoria dels grups ètnics, els britànics i els europeus van identificar els igbos com una tribu. Chinua Achebe i altres historiadors ho han criticat per les seves connotacions negatives i perquè és una definició errònia. Ell ha suggerit que cal definir el poble Igbo com una nació similar als Cherokees o als japonesos, tot i que els igbos mai han tingut un estat propi físic oficialment reconegut.
Degut als efectes de l'emigració i el comerç d'esclaus, hi ha descendents d'igbos a països com Camerun, Guinea Equatorial. També hi ha afroamericans i afrocaribenys que tenen ascendència almenys parcial igbo.

## Història

### Orígens
S'ha trobat ceràmica del voltant del 4.500 a. de C. que mostra semblances amb treballs posteriors igbos a Nsukka; les tradicions del clan Umueri diuen que provenen de la vall del riu Anambra. A la dècada del 1970 les ciutats d'Owerri, Okigwe, Orlu, Qwgu, Udi i Awka van determinar que constituïen el cor d'Igboland per proves culturals i lingüístiques.

### Regne de Nri

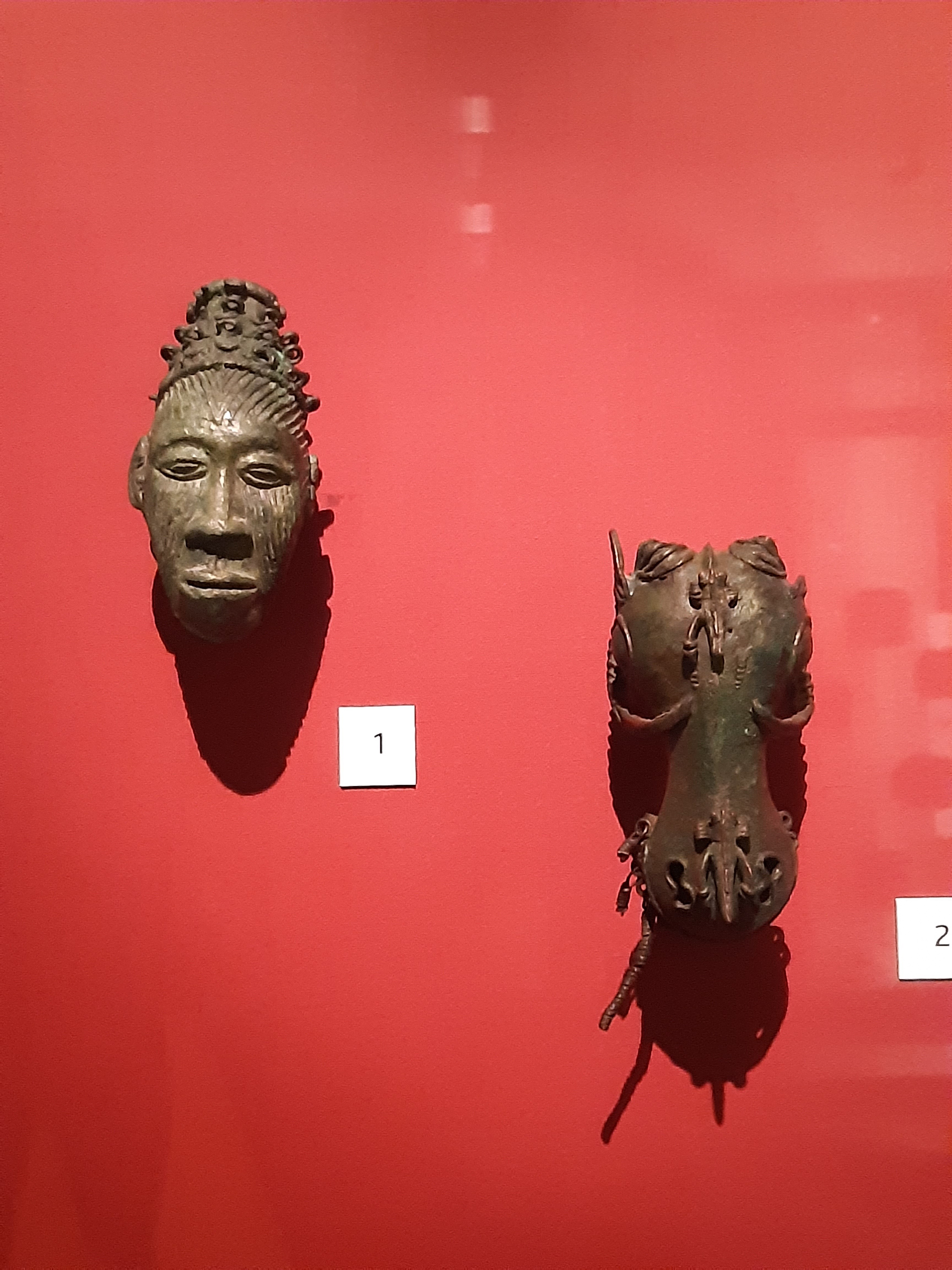
Bronze del S. IX trobat a la ciutat d'Igbo Ukwu, ara al Museu Britànic.

La ciutat de Nri és considerada com la fundadora de la cultura igbo. Nri i Agulere, que originen el mite de la creació igbo, estan en el territori del clan Umueri que han traçat el seu llinatge fins a la figura reial patriarcal de l'Eri (rei diví). Els orígens d'Eri no estan clars, ja que ha estat descrit com un "ésser del cel" enviat per Chukwu (Déu). S'ha considerat que ell va procurar el primer ordre social a la gent d'Anambra. La historiadora Elizabeth Allo Isichei va dir: "Nri and Aguleri and part of the Umueri clan, (are) a cluster of Igbo village groups wich traces its origins to a sky being called Eri." ("Nri i Aguleri i part del clan Umueri són un grup de grups poblacions igbo que tracen els seus orígens d'un ésser celestial anomenat Eri").
Hi ha proves arqueològiques que suggereixen que l'hegemonia Nri a Igboland començà al segle ix i s'han trobat i desenterrat cementiris reials que daten almenys del Segle X. La història oral afirma que Eri, el fundador de Nri es va assentar a la regió al voltant de l'any 948, tot i que algunes fonts el situen al segle xiii. El primer eze Nri (rei-déu de Nri), Eze Nri Ìfikuánim el va succeir immediatament. Segons la tradició oral igbo, el seu regnat va començar el 1043. Algun historiador situa el seu regnat al voltant del 1225.

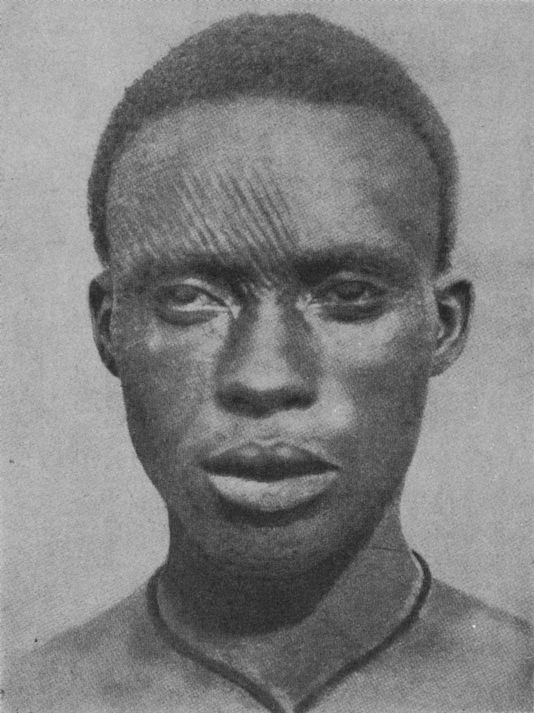
Un home igbo amb escarificacions facials conegudes com ichi de principis del Segle XX

El Regne de Nri era un tipus d'estat teocràtic que es va desenvolupar a centre del cor d'Igboland. Els Nri tenien set tipus de tabús (humans, animals, objectes, temporals, conductuals i d'espais. Aquests tabús eren utilitzats per a educar i governar a les persones Nri. En lloc de fer obeir als seus súbdits per la força, l'eze Nri era obeït pel seu rol de representant dels déus a la Terra (per això era considerat una divinitat o Rei-Déu).

### Societat tradicional
L'organització política igbo estava basat en un sistema de govern quasi-democràtic republicà. Aquest sistema garantia un sistema igualitari en comptes del d'un sistema feudal en què el reia estava per damunt dels seus súbdits. Els portuguesos, primers europeus que hi tingueren contacte al Segle XV, en deixaren testimoni. Amb l'excepció d'unes poques ciutats igbos que tenien Obi (rei), com Onitsha i d'alguns llocs amb poder centralitzat com el Regne de Nri i Arochukwu que tenien reis-déus (o divins), les comunitats igbos estaven governades per assemblees republicanes en les quals es reunia el poble comú. Un Consell d'Ancians governava i administrava les comunitats.

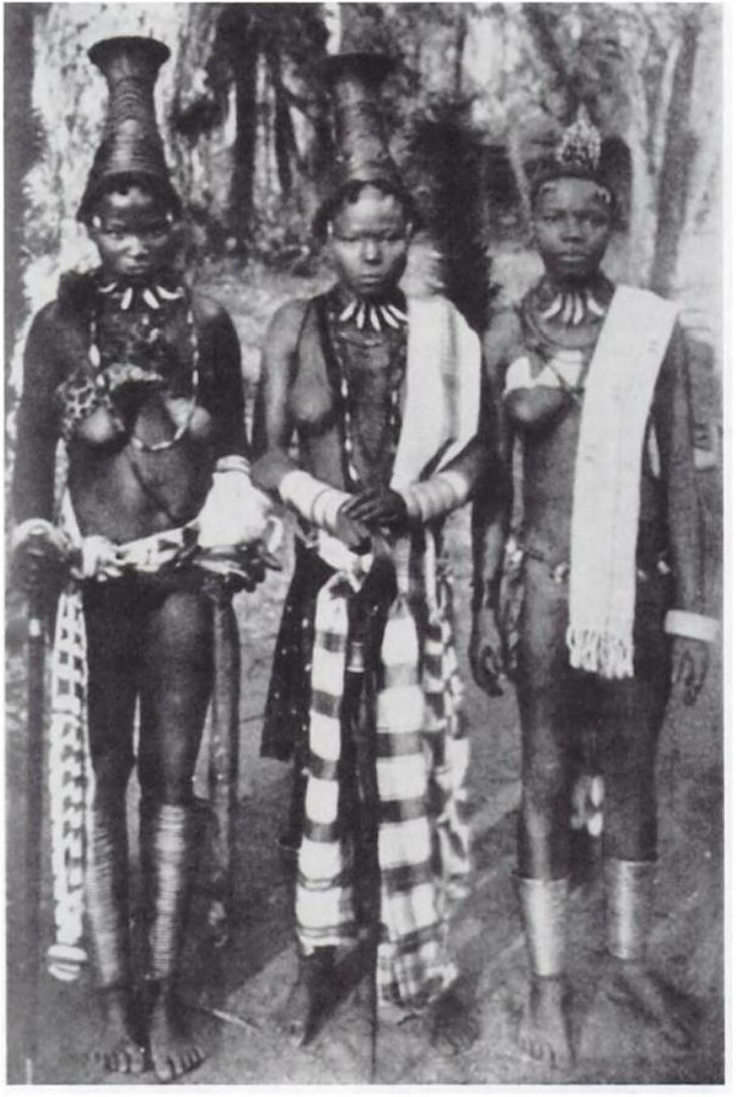
Tres dones igbos a principis del Segle XX

Aquesta forma de govern era molt diferent de la majoria de comunitats de l'Àfrica Occidental on només es podien comparar amb els ewes de Ghana. 'Umunna era una forma de patrilinialitat que tenien els Igbos. La llei comença amb la Umunna, una línia de descendència per via masculina des d'un ancestre fundador amb grups de famílies relacionades encapçalades pel membre masculí de més edat. La Umunna és vista com el pilar fonamental de la societat igbo.
És evident que els igbos tenien coneixements de matemàtiques pel seu calendari, sistema bancari i pel joc d'estratègia tradicional Okwe. Segons el calendari igbo una setmana té quatre dies, un mes té set setmanes i un any té tretze mesos. A l'últim mes s'hi afegeix un dia. Avui en dia encara es fa servir aquest calendari a Igboland per a establir els dies de mercat. Encara es fa servir la seva llei pròpia (que funciona mitjançant mediadors) i el seu sistema bancari que contempla préstecs i estalvi (Isusu). L'any nou igbo, que comença amb el mes d'Önwa Mbụ (primera lluna) és a la tercera setmana de febrer tot i que moltes comunitats igbos tradicionalment comencen l'any al voltant de la primavera, al mes d'Önwa Agwụ (juny). Els igbos tenen un sistema d'escriptura cerimonial ideogràfica, els símbols de la qual són els Nsibidi, que són un préstec cultural dels seus veïns ekois. Els igbos han produït objectes de bronze des de principis del segle ix. Alguns dels més importants s'han trobat a Igbo-Ukwu, a Anambra.
Abans de l'arribada dels europeus a Igboland, els igbos tenien un tipus de servitud. Aquesta fou descrita per Olaudah Equiano a la seva autobiografia. En ella descriu la condicions dels esclaus en la seva comunitat d'Essaka i les diferències importants que hi havia amb els esclaus afroamericans a Amèrica.
La costa del delta del riu Níger fou el lloc de contacte entre els igbos i els comerciants europeus entre el 1434 i el 1807. Els primers europeus que s'hi van posar en contacte foren els portuguesos i després ho feren els holandesos i els britànics. Abans d'aquest contacte, hi havia rutes de comerç igbos que arribaven fins a La Meca, Medina i Jiddah.

## Comerç d'esclaus transatlàntic

Paul Robeson fou un actor, músic i activista social afroamericà estatunidenc el pare del qual era d'ascendència igbo.

El comerç d'esclaus transatlàntic que succeí entre els segles xvi i XIX van afectar en gran manera al poble igbo. La majoria dels esclaus igbos foren presos en el Golf de Biafra (també conegut com a Golf de Bonny) Aquesta zona incloïa el sud-est de l'actual Nigèria, l'oest de Camerun, Guinea Equatorial i part del nord de Gabon.
Els ports comercials més importants de la zona eren a l'illa de Bonny i a la ciutat de Calabar. Un nombre important dels esclaus que es van capturar al Golf de Biafra eren igbos.
Normalment aquests esclaus eren venuts als europeus pels Aros que segrestaven a igbos de l'interior d'Igboland. Però la majoria dels esclaus igbos no foren víctimes de les guerres d'assalt o expedicions dels esclavistes si no que normalment esdevingueren esclaus per deutes o perquè havien comès crims. Un 15% dels esclaus que es capturaren entre el 1650 i el 1900 provenien la zona del Golf de Biafra; això representa que és la tercera més afectada pel comerç d'esclaus transatlàntic. Els esclaus igbos eren coneguts per ser rebels i perquè tenien un alt índex de suïcidis com a desafiament de l'esclavitud. Les dones igbos eren molt buscades, tot i que no es coneixen les raons.
En contra del que es pensa, els comerciants d'esclaus europeus estaven bastant informats sobre les diverses etnicitats africanes i els propietaris de les plantacions sabien quins grups ètnics preferien com esclaus. Per això hi va haver saturació d'esclaus que provenien d'alguns grups ètnics a algunes parts d'Amèrica. Els igbos foren deportats a colònies com Jamaica, Cuba, Haití, Barbados, els Estats Units, Belize i Trinitat i Tobago, entre d'altres.
Es poden trobar elements de la cultura igbo en aquests llocs. Per exemple, en el crioll jamaicà encara es fa servir la paraula igbo unu que significa "vosaltres"." Red Ibo" (o "Red Eboe" - "Ibo vermell") descriu un home negre que té la pell blanca (o grogosa). Aquest terme es va originar pel predomini entre els igbos d'aquest to de la pell.
El mot "Bim", un terme col·loquial utilitzat a Barbados era utilitzat pels esclaus barbadians (bajans); s'afirma que aquesta paraula prvé de bi mu (que significa "el meu poble" en llengua igbo), tot i que pot tenir altres orígens.
Una secció de Belize City fou anomenada Eboe Town pels seus habitants de procedència igbo. Als Estats Units es pot trobar més igbos a Maryland i Virgínia. A Maryland també hi han migrat poblacions d'igbo-parlants en els últims anys.

### Període colonial
A la dècada del 1870 els britànics van arribar a Igboland i es van incrementar les relacions entre els igbos i els altres pobles del riu Níger; això va despertar una identitat ètnica igbo distintiva. Els igbos van abraçar entusiàsticament el cristianisme i l'educació occidental. A causa de la incompatibilitat entre el sistema polític descentralitzat igbo i el sistema centralitzat que necessitava l'Imperi Britànic per al seu govern indirecte es van produir conflictes oberts i molta tensió. El govern de l'Imperi Britànic va provocar que anessin disminuint lentament les diferències entre els igbos i els altres grans grups ètnics de Nigèria com els hausses i els iorubes.
El domini colonial va transformar dràsticament la societat igbo. El domini britànic va canviar la cultura igbo, tant amb la introducció de Caps com els Eze (avui en dia considerats com caps tradicionals) en una zona en la qual no hi havia monarquies ni govern centralitzat. El cristianisme ha jugat un rol molt important en l'europeïtzació de la societat i cultura igbo. a Aba, els rumors que es volia crear una taxa per les dones igbos va causar un motí de les dones igbo el 1929.
Durant la colonització van canviar les condicions de vida. Es van començar a deixar de fer les cases tradicionals per fer-les de ciment i zinc. Es construïren carreteres i edificis com hospitals i escoles en molts llocs d'Igboland. A principis del Segle XX es va introduir l'electricitat i l'aigua corrent. Amb l'electricitat va arribar les ràdios i la televisió, que ara estan a moltes llars dels igbos.

### Guerra de Biafra

Bandera de la República de Biafra (1967-1970), que també ha estat utilitzada com a bandera ètnica dels Igbos.

Entre el 1966 i el 1967 es van produir una sèrie d'enfrontaments entre els musulmans del nord de Nigèria i els igbos (i altres pobles de la Nigèria Oriental). Aquests foren seguits per l'assassinat del primer cap de l'estat de Nigèria, el General Johnson Thomas Umunanke Aguiyi-Ironsi per membres de l'exèrcit. i pel fracàs de les converses de pau entre el govern militar que havia deposat a Ironsi i el govern regional de la Regió Oriental de Nigèria a Aburi (Ghana el 1967). Això va provocar que un consell regional de pobles de l'Est de Nigèria va decidir que la regió s'havia d'independitzar i va proclamar la constitució de la República de Biafra el 30 de maig del 1967. El general Chukwuemeka Odumegwu Ojukwu va esdevenir el primer cap d'Estat de la nova República. La Guerra de Biafra (o Guerra Civil Nigeriana o Guerra Nigeriana-Biafrana va durar entre el 6 de juliol del 1967 i el 15 de gener del 1970, quan el govern federal va reabsorbir Biafra dins de l'estat nigerià. Es creu que en aquest conflicte hi van morir milions de nigerians orientals (sobretot igbos). En la seva lluita per l'auto-determinació, el poble de Biafra va guanyar el respecte i fou recolzat per personalitats com Jean Paul Sartre i John Lennon (que va tornar la seva medalla de l'Ordre de l'Imperi Britànic en protesta contra el paper del Regne Unit en la Guerra de Biafra.
El juliol del 2007, l'antic líder de Biafra, el general Chukwuemeka Odumegwu Ojukwu va tornar a demanar la secessió per tal d'esdevenir una entitat amb plena sobirania.

### Història recent (1970 fins al present)
Igboland fou devastada durant la guerra de Biafra. Es van destruir molts hospitals, escoles i cases. A més a més, els igbos van patir discriminació d'altres grups ètnics i del nou govern federal. Alguns sub-grups igbo, com els Ikwerres es van començar a distanciar dels igbos. A la post-guerra, molta gent es va canviar els noms, així com els noms dels pobles, abandonant els topònims i antropònims igbos. Per exemple, la ciutat d'Igbuzo va prendre el nom anglinitzat d'Ibusa. A causa de la discriminació, molts igbos van tenir dificultats per aconseguir treball i els igbos van esdevenir un dels grups ètnics més pobres del país a principis de la dècada del 1970. Durant els vint anys posteriors es va anar reconstruint progressivament Igboland i la seva economia va començar a prosperar sobretot gràcies a la indústria del petroli de la regió del Delta del Níger. Es van construir noves indústries al sud de Nigèria. Molts igbos van poder assolir llocs en els governs, tot i que molts encara s'havien de guanyar la vida amb treballs informals. En els últims temps, hi ha hagut una onada important d'emigració d'igbos cap a altres països africans, Europa i Amèrica.

## Cultura

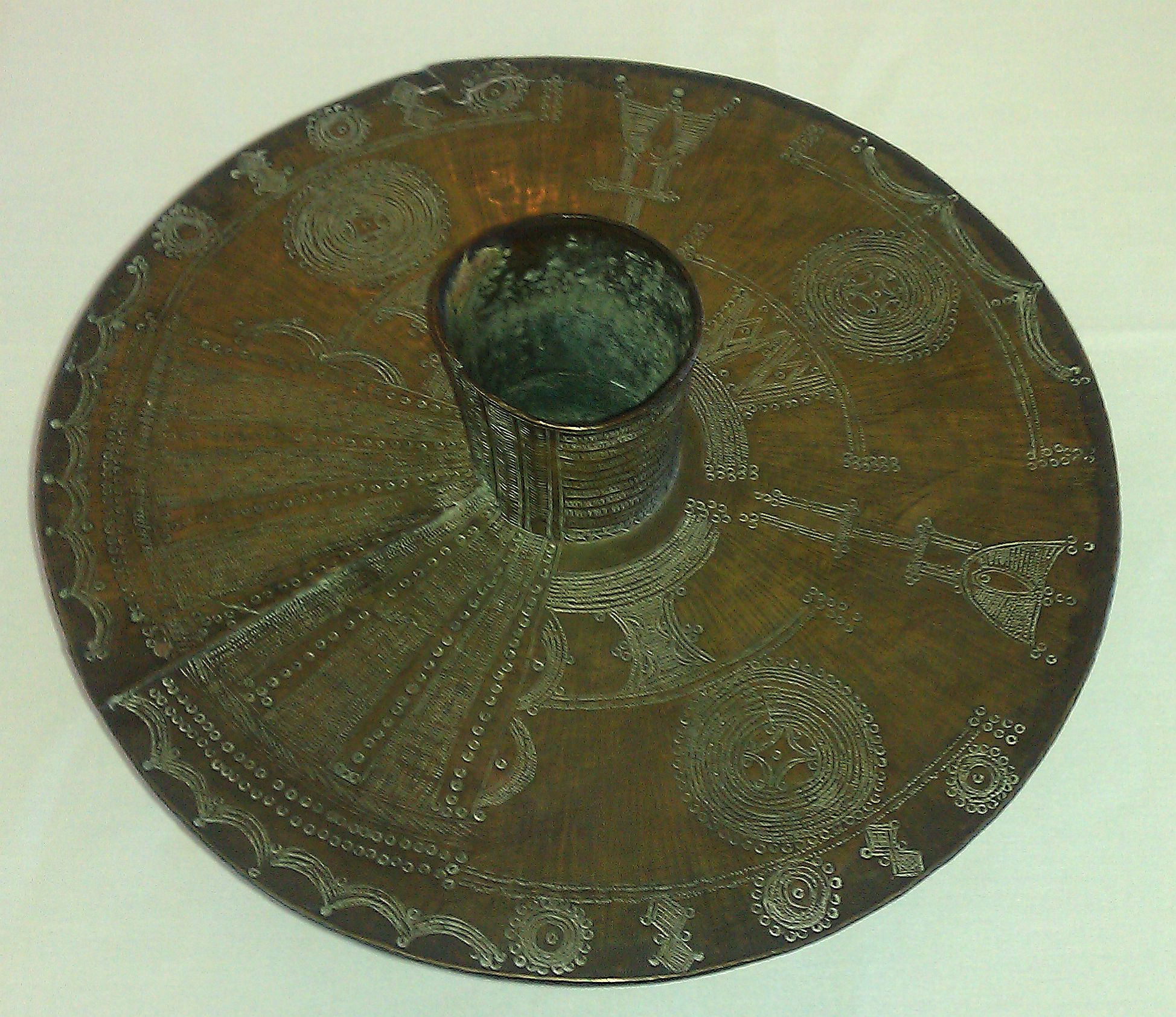
Peça conservada a la col·lecció de la Wolverhampton Art Gallery.

La cultura Igbo inclou els costums, pràctiques i tradicions dels igbos. Comprèn tant pràctiques arcaiques com aquelles que s'hi han anat introduint al llarg del temps degut a les influències externes. Aquests costums i tradicions inclouen l'art visual, la música i la dansa, així com el tèxtil, la cuina i els dialectes. A casa dels seus nombrosos sub-grups la seva cultura és molt variada.

### Llengua i Literatura

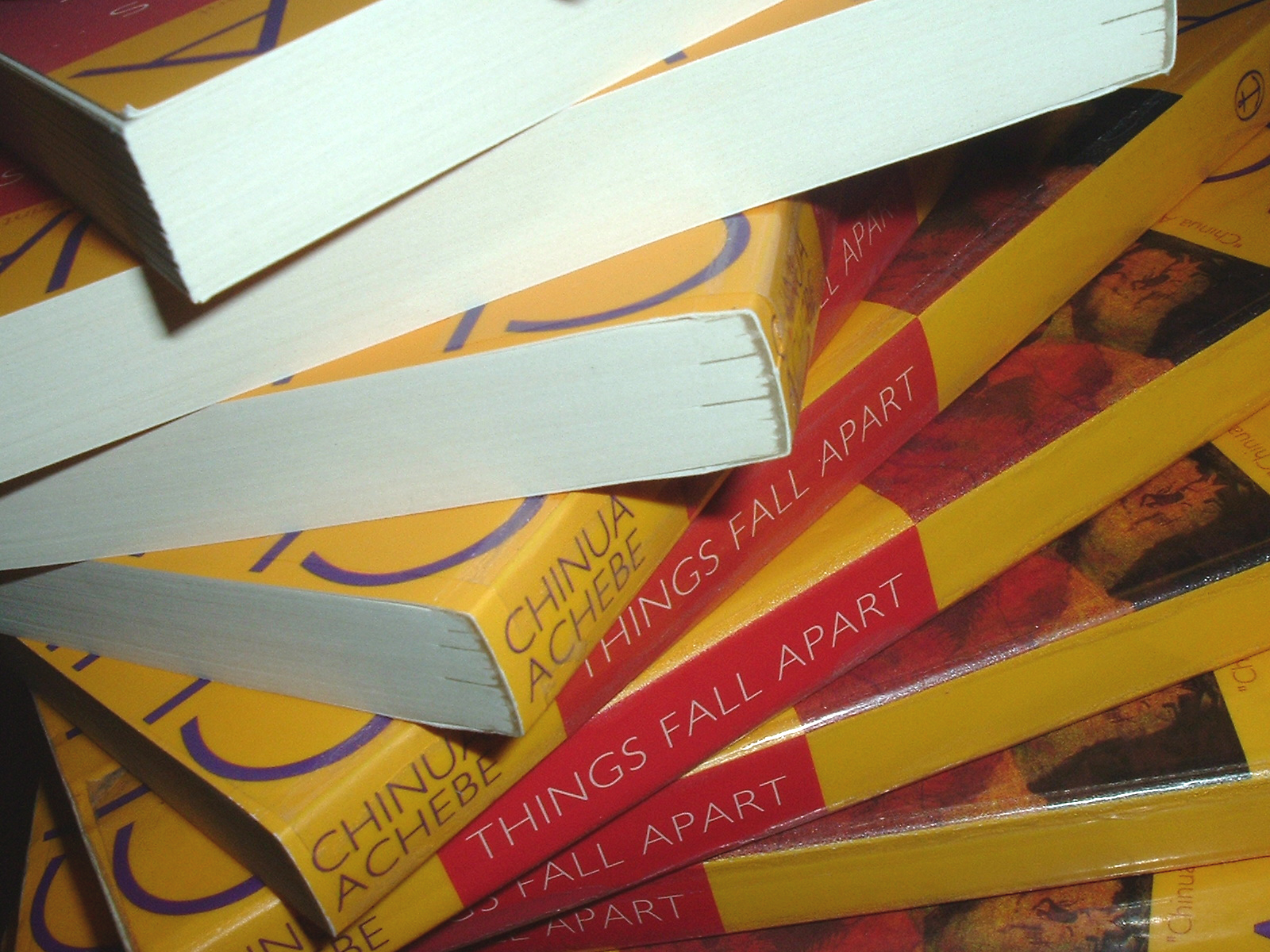
Things Fall Apart de Chinua Achebe, la novel·la més popular i reconeguda sobre els igbos i la seva vida tradicional.

El fonòleg i lingüista John Goldsmith utilitza la llengua Igbo com a exemple de desviació del moldel clàssic lineal de la fonologia a la seva obra The Sound Pattern of English.
L'igbo està escrit en l'alfabet llatí, a més de d'utilitzar la grafia en ideogrames Nsibidi que eren utilitzats per les societats secretes Ekbe i Okondo. Els ideogrames Nsibidi ja eren utilitzats pels igbos abans del segle xvi però va morir quan societats secretes van convertir aquesta escriptura en una forma secreta de comunicació.
L'igbo és una llengua tonal i té centenars de dialectes diferents, a més de les llengües ibo, com l'ikwerre i l'ekpeye. El 1939, el Dr. Ida C. Ward va fer una expedició de recerca sobre els dialectes de la llengua igbo per a utilitzar-los com a base d'una llengua estàndard, també conegut com a Igbo Central. Aquest nou dialecte, basat sobretot per la llengua que es parlava a Owerri i Umuahia fou gradualment acceptada pels missioners, escriptors, editors i per la Universitat de Cambridge.

#### Literatura
El 1789 es va editar a Londres The Interesting Narrative of the Life of Olaudah Equiano, obra escrita per Olaudah Equiano, un antic esclau. En aquest llibre hi havia 79 mots en llengua igbo. En els seus dos primers capítols, l'obra explica diversos aspectes de la vida d'Olaudah Equiano a la seva ciutat natal d'Essaka (Igboland). Tot i que aquest llibre fou un dels més antics que van incloure materials igbos, el primer llibre que en va incloure fou Geschichte der Mission der evangelischen Brüder auf den caraibischen Inselm Saint Thomas, St. Thomas, St. Croix und S. Jan ("Història dels germans evangelistes: Missió a les illes caribenyes de St. Thomas, St. Croix i St. John"), que va ser editat el 1777 i fou escrit pel missioner alemany C.G.A. Oldendorp.
La novel·la més popular que tracta sobre els igbos és Things Fall Apart (1959), de Chinua Achebe. Aquesta novel·la exposa les influències del colonialisme britànic i de les missions sobre la cultura igbo durant el segle xix i la primera meitat del segle xx.

### Arts escèniques i música
Els igbos tenen un estil musical propi que es caracteritza per tenir diversos instruments de percussió: el udu, dissenyat des d'una gerra d'argila; un ekwe, fabricat d'un tronc buit; i l'ogene, una campana de mà feta amb ferro forjat. També hi ha altres instruments com l'opi, un instrument de vent semblant a les flautes, l'igba i l'ichaka. Una música popular igbo és el highlife, un gènere musical característic de l'Àfrica Occidental i que és una fusió entre el jazz i la música tradicional. Alguns músics igbos de highlife actuals són Dr. Sir Warrior, Oliver De Coque, Bright Chimizie i Chief Osita Osadebe, que són els músics igbos més populars del segle xx.
Les cerimònies amb màscares són un dels arts tradicionals més comuns d'Igbolant; aquestes estan relacionades amb la música tradicional igbo. Les màscares poden ser de fusta o d'altres materials com el ferro o materials vegetals. Tenen molts usos diversos, sobretot s'utilitzen en sàtires socials, rituals religiosos, iniciacions a societats secretes (com la societat ekpe) i festivals públics que en l'actualitat fins i tot inclou les festes de nadal. Són molt conegudes les màscares del nord d'Igboland, Agbogho Mmuo, que representen esperits de donzelles mortes i les seves mares, que simbolitzen la bellesa. Altres tipus de màscares importants són les màscares Igbo Ijele del nord d'Igboland. Aquestes són utilitzades per honorar la mort només són vistes en rares ocasions quan mort un personatge destacat de la comunitat.
Existeixen molts estils de dansa igbos, però el més conegut és l'Atilogwu: actuacions que inclouen acrobàcies que segueixen el ritme de la música tradicional.

### Arts visiuals i arquitectura
És gairebé impossible descriure un art típic igbo degut a la seva fragmentació. Els igbos han desenvolupat una gran varietat d'estils artístics i de pràctiques culturals. Normalment es coneix l'art igbo pels diversos tipus de mascarades, màsqueres i vestits que simbolitzen persones, animals o conceptes abstractes. Al jaciment arqueològic d'Igbo Ukwu s'han trobat objectes de bronze del segle ix; aquestes són les escultures més antigues trobades a Igboland. A més a més, en aquest jaciment també s'hi ha trobat moltes peces originàries d'Egipte, Venècia i l'Índia. Els dissenys Uli són un dels estils populars dels igbos. La majoria de les escultures dels igbos són màscares; les funcions d'aquestes varien en cada comunitat.

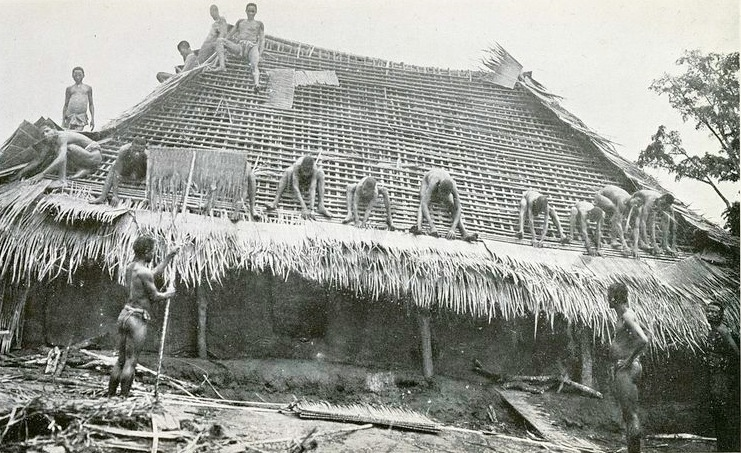
Coberta de palla feta d'arecàcia de principis del segle XX

L'art igbo també és famós per la seva arquitectura.
Són conegudes les cases Mbari d'Owerri. Aquestes tenen figures pintades dedicades a alusi (déu) i a Ala (deessa de la terra) i d'altres déus de les tempestes i l'aigua. Les cases Mbari són considerades segrades i estan molt ornamentades amb escultures i pintures. Algunes inclouren dissents de l'art Uli, fet per les dones igbo.
A la població de Nsude, a Abaja, al nord d'Igboland, hi ha una de les estructures úniques de la cultura igbo: les Piràmides de Nsude. Són deu estructures piramidals fetes d'argila i fang. Aquests edificis són temples dels déus Ala/Uto, els quals es creu que viuen al capdamunt d'aquests edificis. A allà hi ha col·locat un pal que els representa. Aquestes piràmides s'han d'anar reconstruint periòdicament pel seu element de construcció.

### Religió i creences

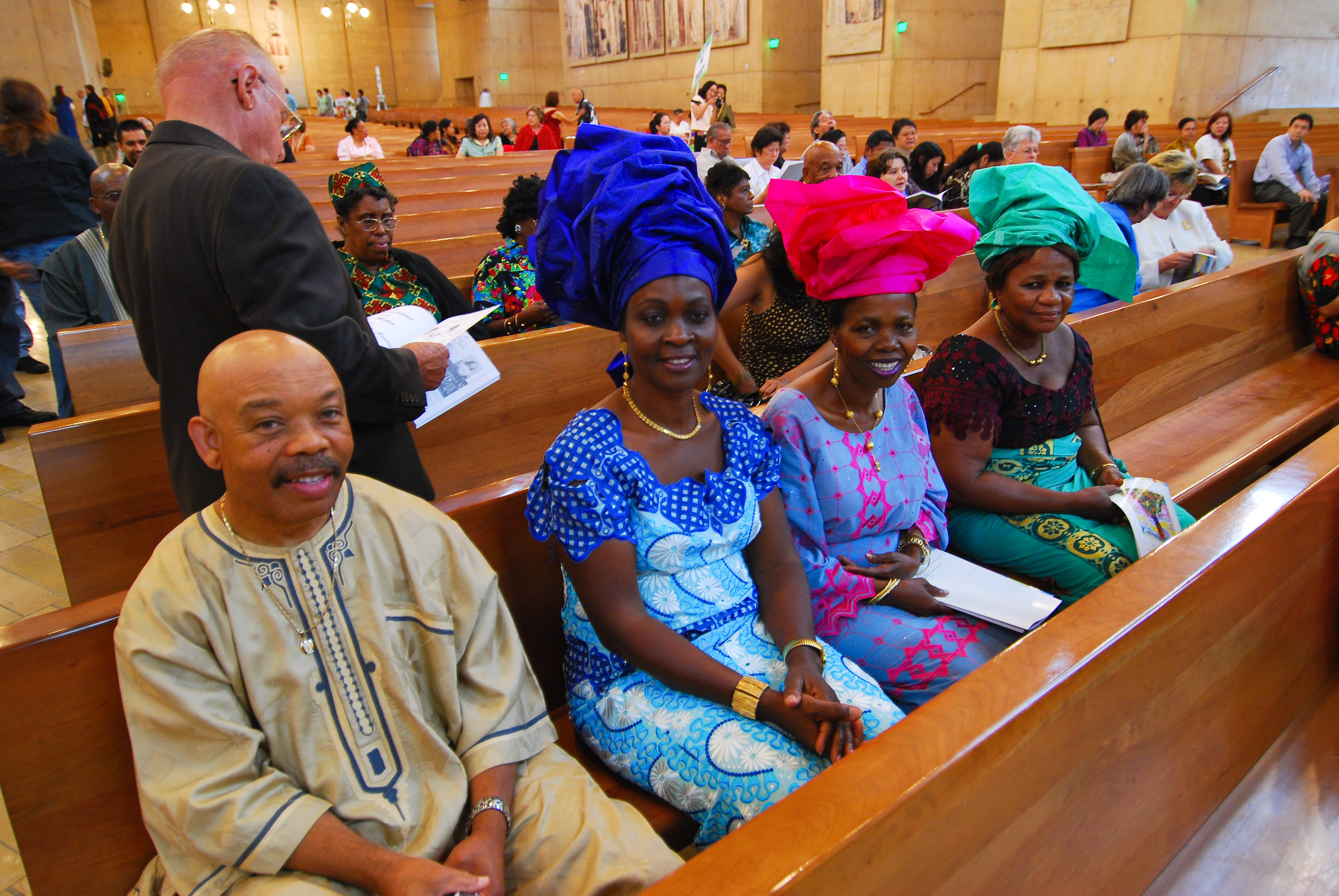
Catòlics igbos a la Catedral d'Our Lady of the Angels de Los Angeles, Califòrnia.

En l'actualitat, la majoria dels igbos són cristians, sobretot catòlics. També hi ha alguns jueus igbos.
La religió tradicional dels igbos rep el nom d'Odinani. Segons la mitologia igbo, el déu suprem, Chukwu ("el gran esperit") va crear el món i totes les coses i està associat amb totes les coses de la terra. Chukwu és una Déu del Sol. Segons la cosmologia igbo, el cosmos fou dividit en quatre parts complexes: la creació (Okike), les forces sobrenaturals o déus (Alusi), els esperits menors (Mmuo) i el món (Uwa).
Chukwu és el déu suprem i el creador del panteó igbo. Va crear tot el que existeix al cel, a la terra i al món espiritual i ho controla tot. Estudis lingüístics diuen que el mot Chukwu és la unió de la paraula Chi (ésser espiritual) i Ukwu (gran). Els Alusi (o Arusi o Arushi, segons el dialecte) són déus menors. Hi ha molts alusi i cadascun té el seu camp d'actuació. Quan un déu no és necessari o esdevé massa violent, es descarta.

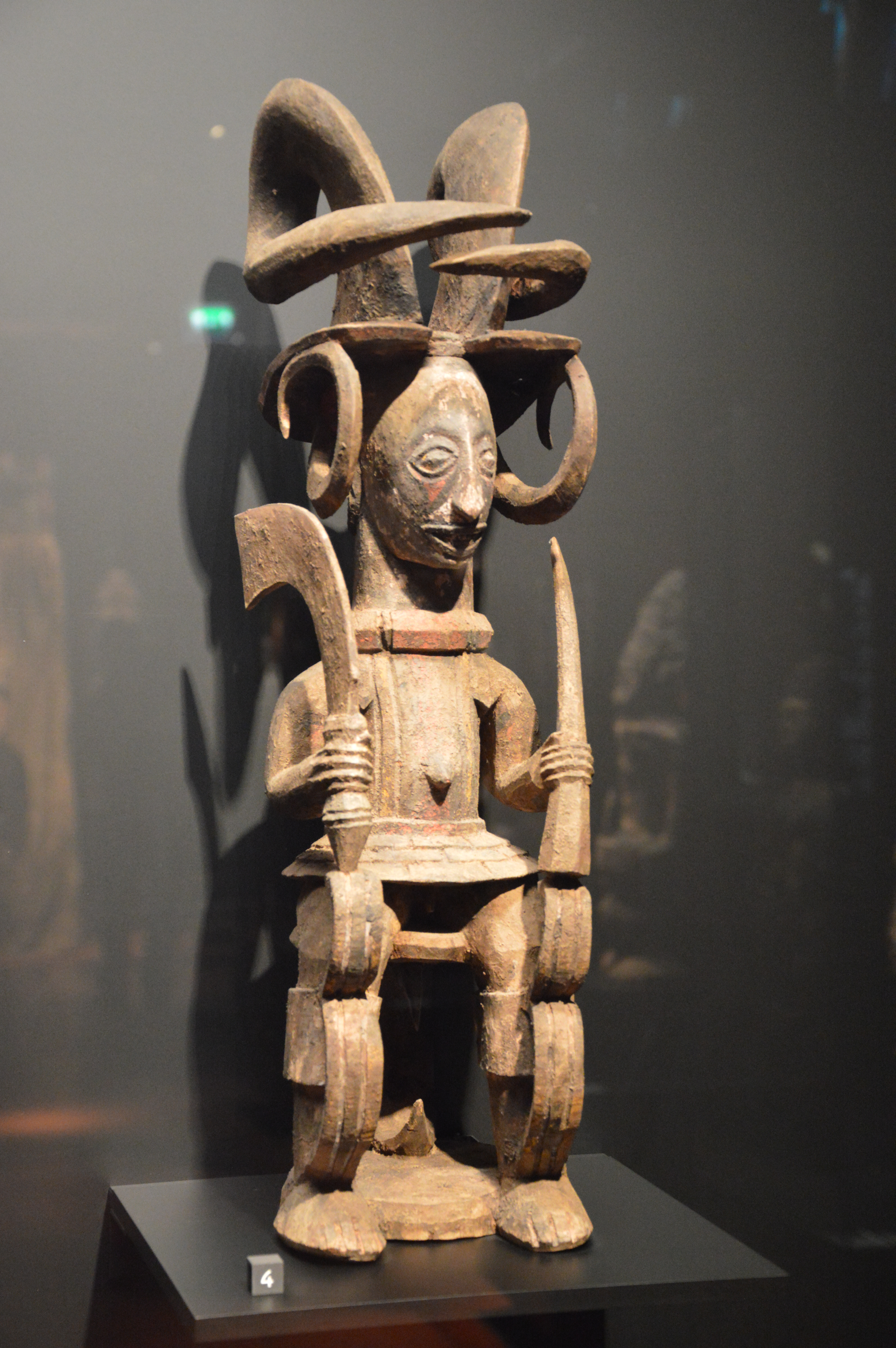
Escultures de fusta de déus de la mitologia igbo,

Els igbos creuen en la reencarnació. La gent es reencarna en les mateixes famílies a què ja han estat adscrits anteriorment. Quan neix un infant es mira de descobrir de qui és la reencarnació. Un endevinador pot ajudar en aquesta tasca. Si s'afirma que un nen és la reencarnació d'una dona és considerat un insult.

### Funerals
Després de la mort d'un membre destacat de la comunitat el seu cos és situat en postura asseguda i és vestit amb les seves millors vestimentes i ornaments. També se li ofereixen sacrificis animals i el perfumen. Normalment es fa el funeral 24 hores després de la seva mort. El cap de la família, normalment és enterrat sota mateix de la casa. Les cerimònies del funeral canvien segons el tipus de difunt, segons la seva edat, gènere i estatus social. En l'actualitat, la majoria de funerals igbos es fan seguint la tradició occidental tot i que no són infreqüents els fets a la manera tradicional.

### Matrimoni
Normalment es busca el consentiment de la dona en el matrimoni; primer es presenten els futurs nuvis a les respectives famílies per a comprovar els respectius caràcters i condicions. Algunes vegades hi ha matrimonis arreglats des del naixement per la negociació de dues famílies.

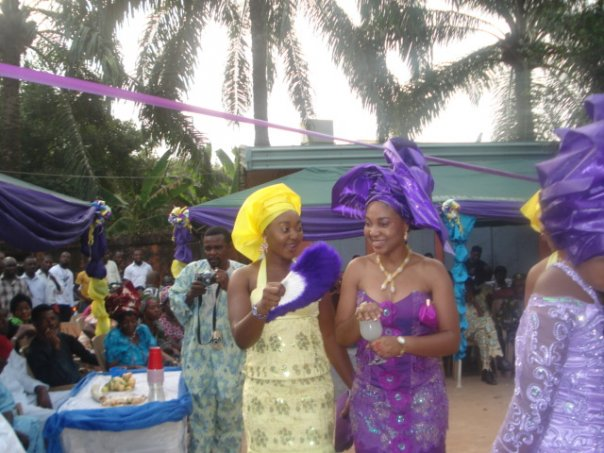
Casament modern igbo a Nnewi, Nigèria

En el passat, els homes igbos havien practicat la poligàmia. Una família polígama era constituïda per un home, les seves mullers i els fills d'aquestes. De vegades els homes es casaven amb diverses dones per raons econòmiques com la de tenir més gent a la família per a treballar la terra.
Des de la colonització el matrimoni igbo ha patit molts canvis. Ara els igbos solen ser monògams i creen famílies nuclears sobretot degut a la influència occidental. Moltes vegades, després del casament tradicional, els igbos fan la cerimònia religiosa cristiana.

### Indumentària
La indumentària tradicional dels igbos eren petites robes concebudes per a les parts més privades del cos tot i que els ancians tenien robes de cos sencer. Els infants solien anar nusos fins a la pubertat tot i que podien portar ornaments sobretot amb raons espirituals. El disseny Uli de decoració del cos decorava els homes i dones amb patrons lineals.

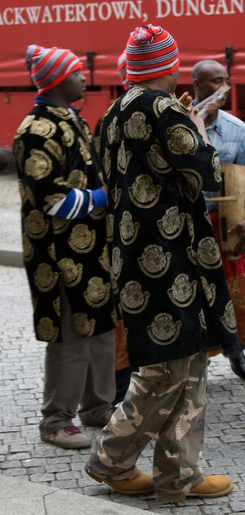
Homs amb vestits moderns i barrets tradicionals igbos

Les dones tradicionalmet portaven els seus nadons a la l'esquena amb una tira de roba lligada al seu pit, tal com fan molts grups africans. A la majoria dels casos, les dones no es cobrien els pits. Les noies joves portaven una petita peça de roba al voltant de la cintura i peces ornamentals com collarets i penjolls. Tant els homes com les dones portaven embolcalls. Els homes només portaven slips degut a la calor intensa i perquè així podien treballar millor a l'agricultura.
A la The Interesting Narrative of the Life of Olaudah Equiano, el seu autor descriu fragàncies que eren utilitzades pels igbo d'Essaka. En aquesta època, la colonització de Nigèria va canviar la vestimenta dels igbos. La roba anterior a la colonització va esdevenir la roba tradicional que s'utilitzaria per les ocasions especials. La vestimenta moderna masculina és semblant a la d'altres grups africans. Són peces de roba molt de colors molt intensos.

### Gastronomia

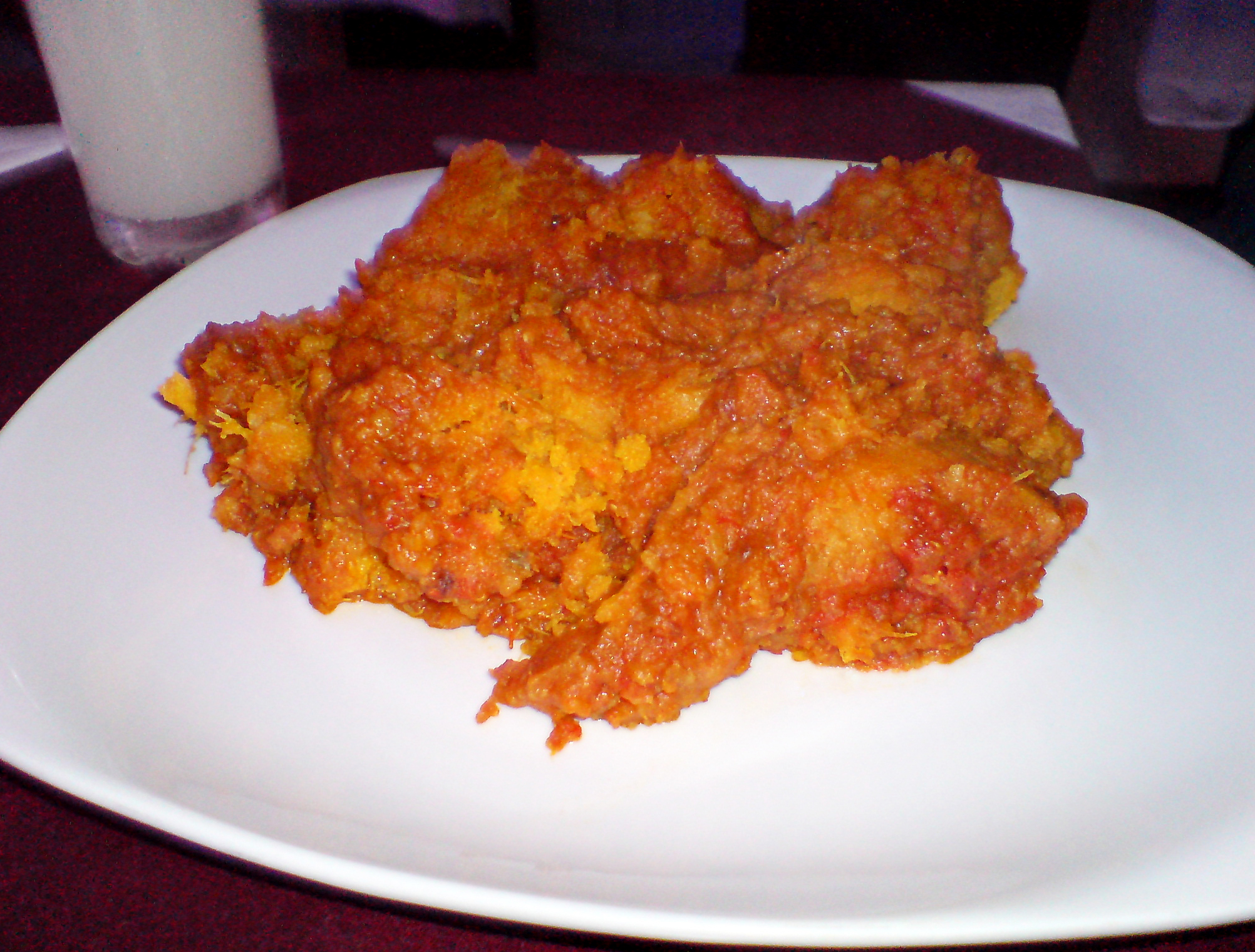
Potatge de nyam, conegut com awai.

El nyam és el producte més important de la gastronomia igbo; fins i tot se li dedica una de les seves festes anuals més importants, el New yam festival. En l'actualitat, l'arròs de vegades ha reemplaçat el nyam a algunes cerimònies. Altres productes alimentaris són la cassava, el gari, el blat de moro i altres productes vegetals. Les sopes (stews) formen part del menjar típic dels igbos i estan fetes de vegetals i trossos de peix, pollastre o carn de xai. L'arròs Jollof és popular a tota l'Àfrica Occidental.
La beguda alcohòlica més popular dels igbos és el vi de palma.

## Demografia

### Nigèria
Els igbos de nigèria viuen als estats de Abia, Anambra, Ebonyi, Enugu, Imo, Delta i Rivers.
La llengua igbo és predominant a aquestes zones, tot i que també s'hi parla l'anglès nigerià (la llengua nacional de Nigèria). Les ciutats més importants d'Igboland són: Aba, Owerri, Enugu (considerada la capital igbo),
Onitsha, Abakaliki, Afikpo, Agbor, Nsukka, Orlu, Okigwe, Umuahia, Asaba i Port Harcourt. També hi ha un nombre important d'igbos a altres regions de Nigèria degut a les migracions.
El recompte oficial dels grups humans de Nigèria ha estat controvertit perquè la majoria dels grups han considerat que el govern dona xifres inferiors a les reals. Segons l'edició del 2010 del CIA World Factbook, els igbos representen el 18% de la població de Nigèria; com que diu que la població total de Nigèria són 170 milions de persones, s'hauria de dir que hi ha uns 30 milions d'igbos al país el 2012.
Els igbos representen el tercer grup humà més important de Nigèria (el primer són els haussa-fulani, que són el 29% dels nigerians i els segons els iorubes, que representen el 21%).
La regió del sud-est de Nigèria, la majoria de la població de la qual són igbos, és la zona més densament poblada del país i una de les que té més densitat de població de tota Àfrica. La majoria dels grups humans que habiten en aquesta regió (com els efiks i els ibibios) estan molt relacionats amb els igbos i fins i tot són considerats com a part d'aquest grup per altres nigerians i etnògrafs que no coneixen molt bé el sud-est de Nigèria.

### Diàspora

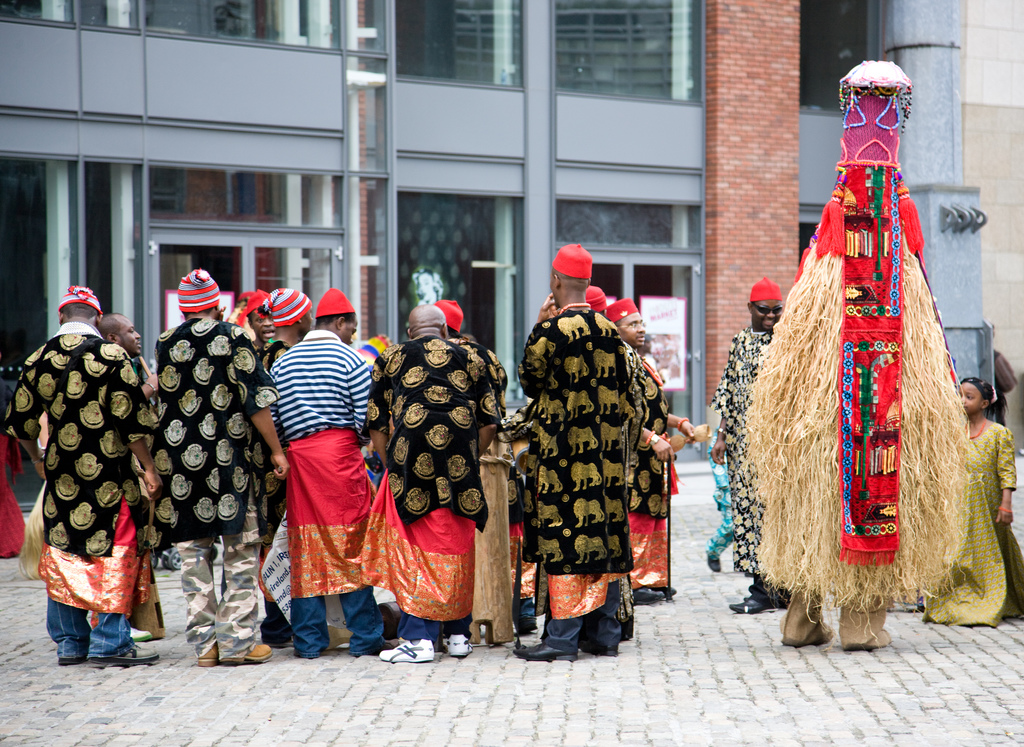
Igbos celebrant el Festival New Yam a Dublín, Irlanda

Després de la Guerra de Biafra molts igbos van emigrar d'Igboland. A les últimes dècades, Igboland ha patit desastres mediambientals freqüents relacionats amb la indústria i transport del petroli. Igbos han migrat a ciutats importants nigerianes com Lagos o Abuja i a altres estats com Gabon, Canadà, Regne Unit i Estats Units. Algunes de les comunitats igbo més destacades fora d'Igboland són les de Londres, Houston, Califòrnia, Atlanta i Washington DC.
El 1969 es van comptabilitzar 21.000 igbos a Ghana. A Bioko, Guinea Equatorial hi havia 8.680 igbos.
Hi ha alguns igbos al Japó i també han emigrat al Canadà, Estats Units i Jamaica. Entre els estatunidencs notables, s'ha pogut detectar que té ascendència igbo el bisbe T.D. Jaques i els actors Forest Whitaker, Paul Robeson i Blair Underwood.

## Subgrups igbos i grups humans relacionats amb els igbos
Hi ha diversos grups ètnics que s'han relacionat íntimament amb els igbos i que són molt propers a ells tant a nivell cultural com lingüístic. Per això, tot i que tenen una identitat pròpia, hi ha investigadors que els consideren del mateix grup humà:
- Aniomes
- Aros
- Eddes
- Ekpeyes
- Etxes
- Ezaes
- Ikes
- Iwerres
- Ikwos
- Ishielus
- Izzis
- Mbaise
- Mgbos
- Ngwes
- Nkalus
- Nri-Igbos
- Ogbes
- Ohafies
- Ohuhus
- Omumes
- Onitshes
- Orattes
- Ukwuani

## Igbos als Països Catalans

### Igbos al País Valencià
El 20 d'octubre del 2012 es va celebrar a València la European Igbo Convention i l'Assemblea General Igbo d'Espanya. Van assistir-hi més de 600 persones, entre els quals van destacar membres de la família real d'Imo. En aquesta ciutat, l'any 2000 es va constituir l'entitat Igbo Improvement Union Valencia. Aquesta entitat té uns 400 membres i organitza el festival anual del New Yam. A la ciutat de València, la cultura igbo està representada pels grups: Abiriba War Dance Group, Enugu State Cultural Dance Group, Women Cultural Dance Group, Orlu Cultural Group i Igba Enyi Group Anambar State.

### Igbos a les Illes Balears
A Palma hi ha l'Associació IGBO Progressive Association. Aquesta va sortir als mitjans de comunicació quan un grup de 50 igbos balears van acusar al seu president pel delicte d'haver comes estafa. A Mallorca hi ha un grup cultural de dones igbos, que tenen una coral.

### Igbos a Catalunya
L'Associació Ohaneze Indigbo és una associació d'Igbos que viuen a Catalunya. Aquesta associació, que es va constituir el 2008 té la seu a Vic i té l'objectiu d'ajudar els membres de la comunitat Indigbo (igbo) de Catalunya.
Al Centre Cívic Drassanes de Barcelona s'hi reuneix mensualment la Comunitat Igbo de nigerians de Catalunya.
A Manresa hi ha la seu de l'Associació de Biafrans de Catalunya.

## Organitzacions i entitats
A la dècada del 1930 es van crear organitzacions igbos a Lagos i Port Harcour. El 1948 es va crear l'organització pan-igbo, Ibo Federal Union (que va esdevenir la Ibo Federal Union). Aquesta era liderada per Nnamdi Azikiwe (primer president de Nigèria) i estava relacionada íntimament amb el Consell Nacional de Nigèria i els Cameruns (NCNC). Els seus objectius eren la modernització i el progrés dels igbos.
El 1978, després del règim militar d'Olusegun Obasanjo, es va formar l'organització Ohaneze Ndi Igbo. Els seus objectius eren lluitar contra la marginalització dels igbos a la política nigeriana i a favor del desenvolupament social i econòmic d'Igboland. Altres grups van protestar contra la marginalització dels igbos, per exemple, l'Igbo Peoples Congress (IPC).
Abans del segle xx ja existien grups i organitzacions igbos al món, com la Igbo Union de Banjul, Gàmbia (1842); i la Comunitat Igbo de Freetown, Sierra Leone (1860).
Dècades després de la Guerra de Biafra es va fundar el MASSOB (Moviment per l'Actualització de la Sobirania de l'Estat de Biafra) (1999).
El 1949 es va fundar la Society for Promoting Igbo Language and Culture (SPILC), que va crear un dialecte estàndard de la llengua igbo.

## Igbos notables
- Chiwetel Ejiofor, actor de teatre, cinema i televisió anglès amb avantpassats igbos.[194]
- Michael Obiora, actor i escriptor de Londres amb pares igbo.[195]